# Tom & Jerry Kids
Tom & Jerry Kids ist eine von 1990 bis 1994 produzierte US-amerikanische Zeichentrickserie, die von Hanna-Barbera in Zusammenarbeit mit Turner Entertainment produziert wurde. Die Serie ist ein Ableger der Tom-und-Jerry-Cartoons aus den 1940er und 1960er Jahren. Sie thematisiert in einzelnen, in sich geschlossenen Episoden die bekannten Figuren im Kindesalter.

## Inhalt
Die Serie besteht aus einzelnen in sich abgeschlossenen Folgen die jeweils ein bestimmtes Szenario herausgreifen. Darauf aufbauend entstehen die typischen Auseinandersetzungen zwischen Katz und Maus, die in typisch übertriebener Cartoon-Manier ausgetragen werden. Im Unterschied zu anderen Adaptionen der klassischen Werke orientiert sich Tom & Jerry Kids stärker am Original, stellt die Figuren aber als noch Kinder dar. Tom & Jerry Kids war dabei nicht die einzige Serie die entsprechend diesem Schema neu aufgelegt wurde. So gibt es vergleichbare Adaptionen von Familie Feuerstein oder Scooby Doo, wo bist du?.

## Entstehung und Veröffentlichungen
Die 65 Folgen umfassende Serie wurde in den Jahren 1990 bis 1994 von Hanna-Barbera, in Zusammenarbeit mit Turner Entertainment, unter der Regie verschiedener Regisseure, darunter Carl Urbano, Don Lusk, Paul Sommer, Robert Alvarez und Jay Sarbry, erstellt. Während der Produktion wurde Hanna-Barbera von Turner Entertainment aufgekauft. Als Produzenten wurden William Hanna und Joseph Barbera genannt.
Erstmals übertragen wurde die Serie vom 2. März 1990 bis 18. November 1994 auf dem Sender Fox Kids. In Deutschland wurde die Serie erstmals beginnend am 21. Dezember 1991 auf RTLplus übertragen. Kinowelt Home Entertainment veröffentlichte die Serie 2008 auf DVD.

## Synchronisation
Die deutsche Synchronfassung entstand bei Plaza Synchron nach einem Dialogbuch von Werner Böhnke.
| Charakter | Englische Sprecher | Deutsche Sprecher  |
| --------- | ------------------ | ------------------ |
| Tom       | Frank Welker       |                    |
| Jerry     | Frank Welker       |                    |
| Spike     | Richard Gautier    |                    |
| Tyke      | Patric Zimmerman   | Hans-Rainer Müller |
| Clyde     | Brian Cummings     |                    |